# Gustav Januš
Gustav Alois Januš (* 19. September 1939 in Zell-Pfarre, Kärnten) ist ein österreichischer Maler, Dichter und Übersetzer, der ausschließlich slowenisch schreibt.

## Biografie
Gustav Januš wurde am 19. September 1939 in Zell-Pfarre / Sele-Fara, Kärnten geboren und besuchte das Gymnasium Schloss Tanzenberg / Grad Plešivec bei Sankt Veit an der Glan / Št. Vid ob Glini. Ein Jahr lang studierte er katholische Theologie an der theologischen Diözesanlehranstalt in Klagenfurt und wurde nach seinem Austritt aus dem Priesterseminar in einem einjährigen Maturantenlehrgang zum Volksschullehrer ausgebildet. Nach seiner Lehrtätigkeit an mehreren zweisprachigen Schulen, war er von 1971 bis 1998 Hauptschullehrer in Sankt Jakob im Rosental / Šentjakob v Rožu, wo er die Fächer Slowenisch, Bildnerische Erziehung, Physik und Chemie unterrichtete. Gustav Januš ist verheiratet und Vater einer Tochter. Er lebt in Frießnitz / Breznica in der Gemeinde St. Jakob im Rosental / Šentjakob v Rožu.

## Literarisches Werk
Januš arbeitet als Übersetzer vom Deutschen ins Slowenische. Als Dichter und Maler ist er Autodidakt. Er schreibt in freien Versen und stellt, zum Teil satirisch, die Realität des Landes Kärnten dar. Bis 1981 veröffentlichte Januš einen Großteil seiner Texte in der Zeitschrift mladje, bei der er ab 1961 ständiger Mitarbeiter war, zunächst unter dem Pseudonym »Fran Korojan«, und von 1972 bis 1981 war er Redakteur des Lyrikteils. Er hat mehrere Bücher mit Gedichten veröffentlicht, von denen zahlreiche durch seinen Freund Peter Handke ins Deutsche übersetzt wurden. Durch die prominente Übersetzung von Handke und die darauf folgenden Bücher vom Residenz-Verlag, wurde Januš rasch über Österreich hinaus bekannt und anerkannt. Handke bezeichnete Januš als das einzige lebende Genie.
2018 wurde Januš der Humbert-Fink-Literaturpreis verliehen. Der mit 12.000 Euro dotierte Preis der Kärntner Landeshauptstadt Klagenfurt am Wörthersee wird alle zwei Jahre vergeben. Er geht an Autoren deutscher und slowenischer Sprache, die aus Kärnten stammen und sich durch ihr literarisches Engagement in der Kärntner und überregionalen Literaturlandschaft einen Namen gemacht haben.

## Malerei
Sein zweites künstlerisches Ich ist der Maler Gustav Januš, der seit 1969 in zahlreichen Gruppen- und über 70 Einzelausstellungen im In- und Ausland ausgestellt hat.
Seine künstlerische Sprache ist modern wie seine Poesie. Januš verwendet eine kunstvolle Bildsprache, die ihren Zeichencharakter mit der wiederholten Wahl bestimmter Formen unterstreicht.
Seine Malerei ist häufig eine Abstraktion von Naturformen. Ein häufig wiederkehrendes Motiv sind Zacken, die zum einen einer Krone zugeordnet werden können, genauso aber einem Berggipfel oder gar der Sonne. Andere Elemente, aus denen er seine Bilder im Gleichgewicht von Vitalität und Ruhe zu entwickeln versucht sind Kalkberge, Hügel, Täler, Steine; ihre Strukturen, Spuren, Zeichen, Farben.
Seine Bilder und Gedichte geben eine Antwort aufeinander, obgleich beides auch für sich stehen kann und muss. In Bildern und Gedichten, so Januš, suche er „nach Zuständen oder Orten, die vorher nicht da waren.“

## Lyrische Werke
- P(e)s(m)i (Gedichte/Hunde). (1978), Ljubljana/Laibach.
- Pesmi, (1983), Mohorjeva/Hermagoras.
- Gedichte: 1962-1983, (1983), Suhrkamp-Verlag,
- Pesmi / Gedichte / Poesiis, (1985)
- Ko bom prekoračil besedo / Wenn ich das Wort überschreite, (1988), Residenz-Verlag.
- Sredi stavka / Mitten im Satz, (1990), Residenz.
- Schwarzer Flügelschlag. (1996).
- Krog je zdaj moje okno / Der Kreis ist jetzt mein Fenster, (1998), Residenz.
- Metulj / Schmetterling / La farfalla / The butterfly (1999), Mohorjeva.
- Moja beseda klije navzgor kot slika / Mein Wort keimt aus als Bild, (2005) Wieser-Verlag.
- V barve spremenjena beseda / Wort, verwandelt in Farben, (2009) zum 70. Geburtstag gesammelte Gedichte (1962-2009) in Slowenisch und Deutsch, Mohorjeva.

Übersetzungen:
- Francesco d’Assisi, Cantico di Frate Sole. Cormòns: Braitan 1991.

## Auszeichnungen
- Preis des Landes Salzburg für sein grafisches Werk, 1974
- Preis des Hermagoras Verlags, 1983
- Petrarca-Preis, Avignon 1984
- Preis der France-Prešeren-Stiftung, Ljubljana 1985
- Jahresstipendium aus dem Jubiläumsfonds der Literar-Mechana, Wien 1988
- Würdigungspreis des Landes Kärnten, 1989
- Projektstipendium für Literatur, Wien 1997
- Joško Tischler Preis, 2008
- Humbert-Fink-Literaturpreis, 2018